# 技术周
技术周（technical week, tech week, tech, techweek, production week, Hell Week） 是戏剧、音乐剧或类似作品开幕前的一周，其中所有技术元素（如服装、灯光，音响，布景和化妆）首次参与排练。
在尚未进入技术周之前，演员可能一直在单独的排练厅或舞台上排练，但没有所有技术元素。 导演、（舞美）设计、剧组应已独自预演过演出的技术环节，即“技术干排”（dry tech）。 排练进行到此时，创作方面应已完成。演员已背熟台词，灯光、音响、布景、服装等的设计、制作已完成。如果制作是音乐剧，则乐池应已充分排练过音乐，舞蹈演员应已记熟动作编排。而在技术周，一切技术环节需要完全实现，使排练效果十分接近实际演出。
技术周的目的是在技术方面就位的情况下排练演出，以使演员熟悉布景、服装，使技术制作组解决未曾预见的问题，使导演看到整体的艺术效果。制作环节在舞台上实现时，在技术周中可以发现实际问题。例如，演员可能在此时发现服装限制了他的动作，又或者道具过于笨重等，一扇道具门在之前正常，但现场架设麦克风之后，关门声过响。
头几场排练，现场会经常断断续续，以便技术组练习操作（正确地按提示执行操作、换景等）。 排练期间的各种差错都应在第二天修复。
无论对技师还是演员，技术周都是演出最忙碌的关键环节，要致力于精准衔接、配合时机，又无法完整看到整个演出，需要做大量工作。
当预演已流畅时，技术周的最后一两次排练通常是全剧完整表演的彩排，有时彩排是公开的。 